# Amplificateur pour basse électrique

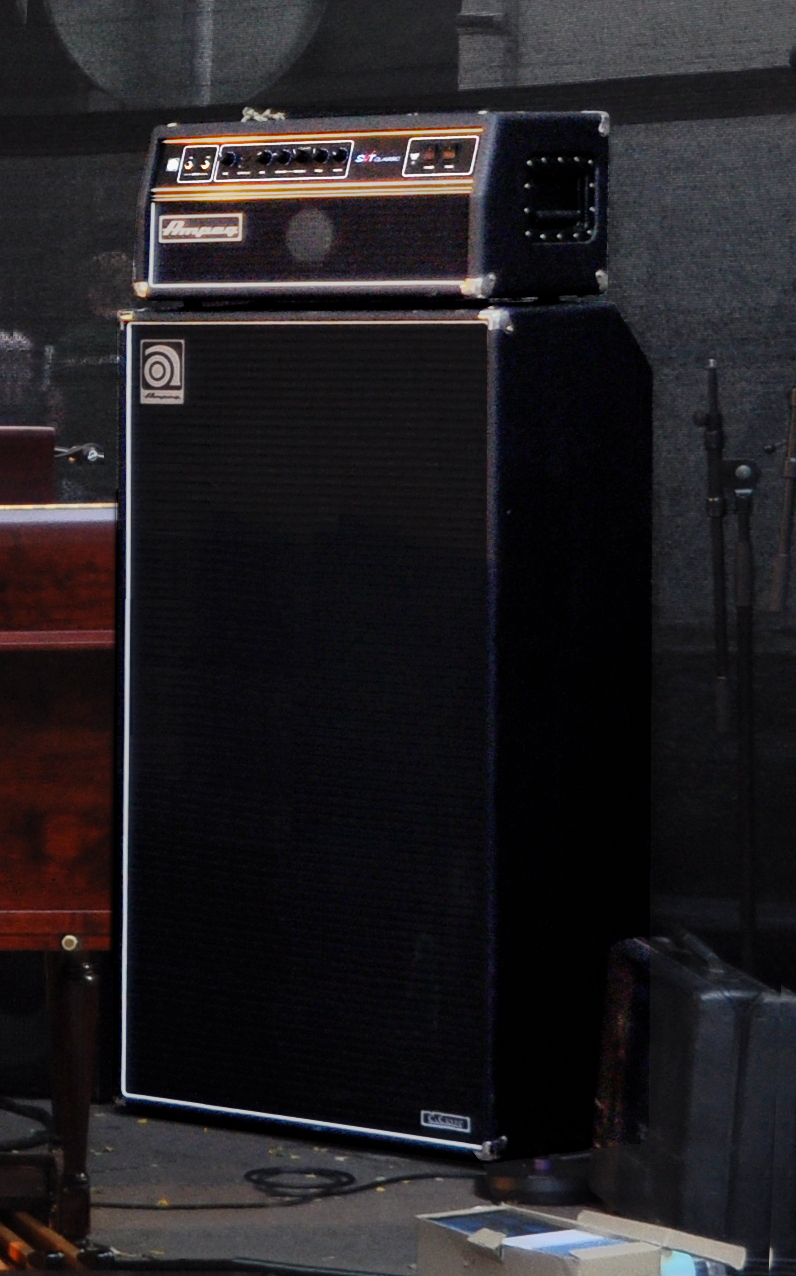
Ampeg SVT Classic : la tête d'ampli (préamplificateur et ampli de puissance) est posée sur un baffle de 8 haut-parleurs de 10 pouces (8x10).

Un amplificateur pour basse électrique, abrégé en ampli basse, est un amplificateur audio spécialement conçu pour la guitare basse (ou la contrebasse). Les premiers amplis basses sont commercialisés dans les années 1950, en même temps qu'apparaît la basse électrique. Similaires aux amplificateurs pour guitare électrique, ils sont néanmoins différents car conçus pour pouvoir encaisser et amplifier les fréquences graves de la basse.
Le premier ampli basse fabriqué à grande échelle est le Fender Bassman lancé en 1952. À la demande de jazzmen et de bassistes, la société Ampeg se spécialise dans les années 1960 dans les amplificateurs pouvant produire un son clair et puissant. Dans les années 1960, l'Ampeg Portaflex devient un modèle très populaire.  En 1969, Ampeg présente au NAMM show de Chicago la tête d'amplificateur SVT, équipée de six tubes de puissance 6146, et affichant une puissance de 300 watts.
Les amplis pour guitare basse utilisent fréquemment un baffle clos, plus apte à la restitution des basses fréquences.